# Stephan Maass (Musiker, 1967)

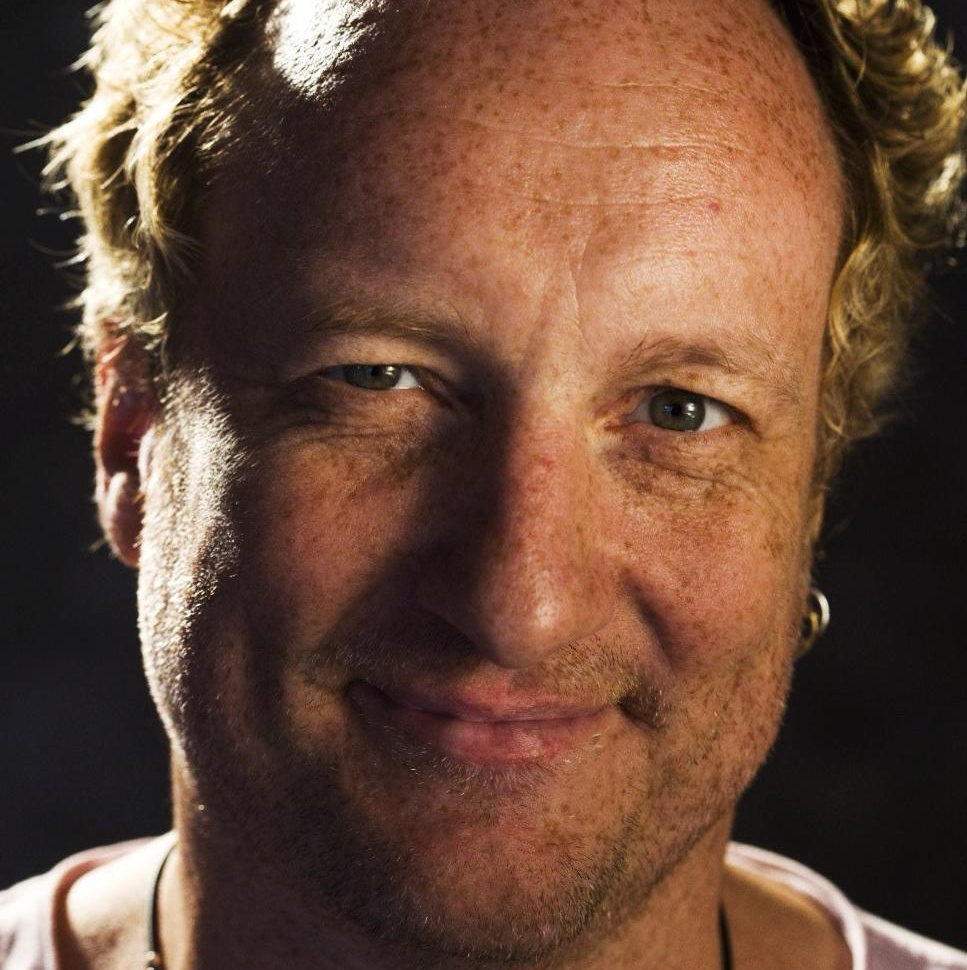
Stephan Maass

Stephan Maass (* 22. Juni 1967 in Bad Homburg vor der Höhe) ist ein deutscher Perkussionist, Produzent und Hochschullehrer.

## Biografie
Maass beschäftigt sich seit 1982 mit allen Bereichen der Perkussion. Er spielte in Schulbands, belegte 1984 den zweiten Platz beim 2nd international drummermeeting in Koblenz und ist mit 18 Jahren im Tanzorchester Hugo Strasser aufgetreten.
Mit seiner damaligen Frau, der Sängerin Elfi Aichinger, veröffentlichte er 1993 bei Extraplatte das Album Kiss the Frog; beim gleichen Label folgte 1997 unter seinem Namen Time Out. Seine Bandbreite reicht von Jazzproduktionen mit Colin Towns und der NDR Bigband über Austropop wie Austria 3, Rainhard Fendrich und Erste Allgemeine Verunsicherung zu Electronic Acts wie Kruder & Dorfmeister. 2024 wirkte er neben Jack DeJohnette, Airto, Zakir Hussain und Babatunde Olatunji auf Michael Shrieves Album Drums of Compassion mit.
Als Produzent arbeitete Maas unter anderem für Plattenfirmen wie Universal Music, Sony BMG usw. Außerdem spielte er auf Drumfestivals, wie dem Meinl Drumfestival, oder Superdrumming.
Maass unterrichtet Perkussion als Hauptfach am Jazzdepartement (JIM) der Anton Bruckner Privatuniversität in Linz (Österreich).
Seit Dezember 2021 ist Maass Präsident von Percussion Creativ.